# Sainte-Marguerite - Dromel (métro de Marseille)
La station Sainte-Marguerite Dromel est le terminus Sud de la ligne 2 du métro de Marseille. Mise en service en 1986, elle a été conçue par l'architecte-urbaniste Alain Amedeo (1947-), et habillée par le plasticien Jean-Louis Boudet.
Grâce à l'installation d’ascenseurs pour accéder aux quais en juin 2019, cette station est complètement accessible aux personnes à mobilité réduite. Avec la Station Gèze, c’est l’une des deux seules stations de la ligne 2 à en être équipées.
À partir de 2025, la station sera desservie par la ligne de tramway T3 prolongée de Castellane jusqu’à La Gaye et un nouveau dépôt de tramway sera inauguré à proximité immédiate, une fois les travaux terminés.

## Situation
La station se situe sur le viaduc de Sainte-Marguerite au-dessus du boulevard Schloesing, à proximité du Stade Vélodrome et du Palais des Sports.

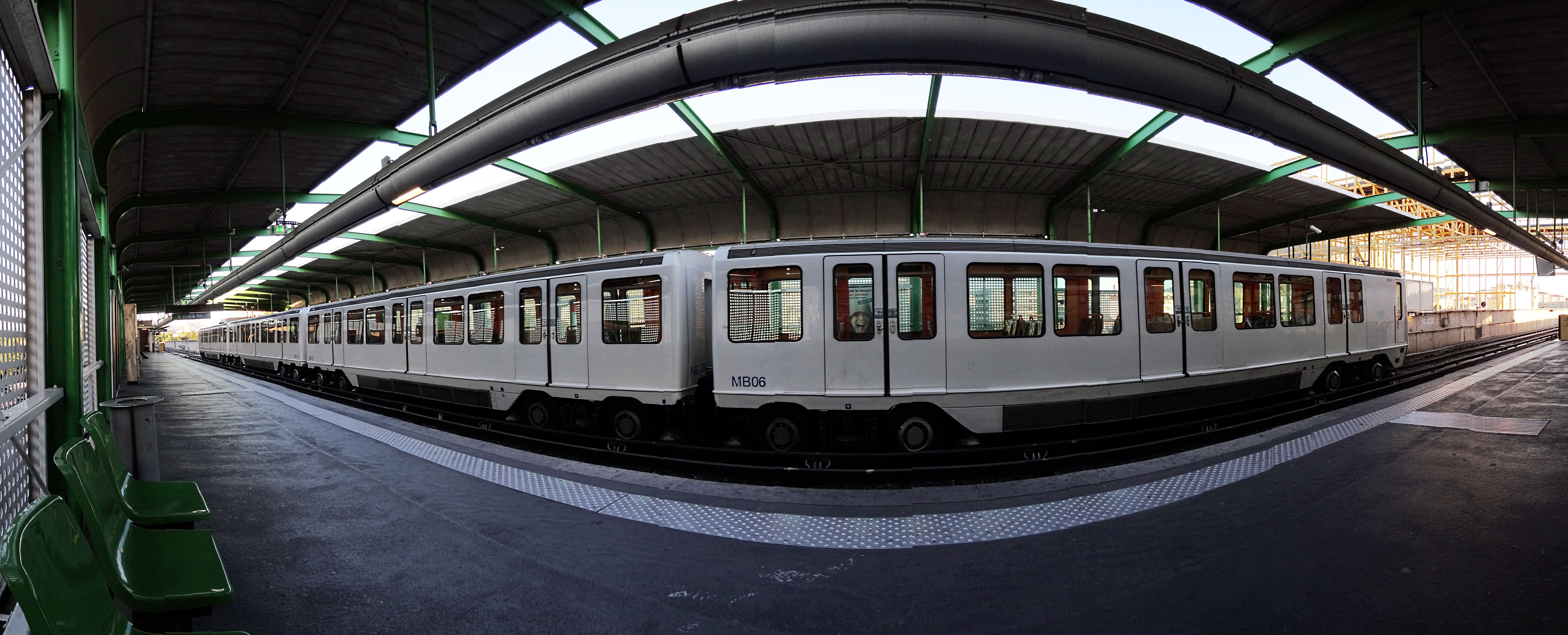
Vue panoramique de la station

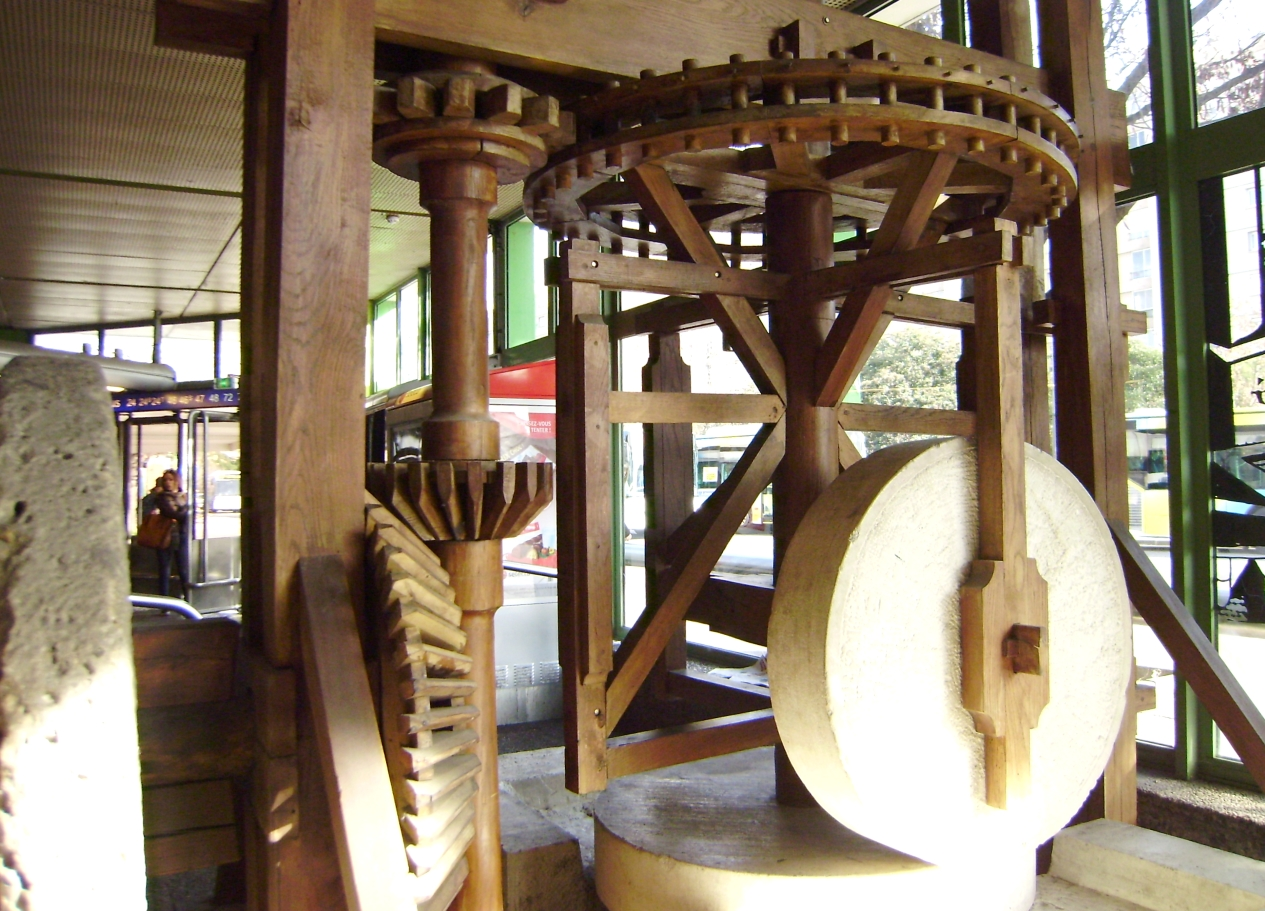
Reconstitution de mécanisme engrenage et meules de moulin, se trouvant en bas des escaliers de descente du terminus, au niveau de la salle de validation

## Sites desservis
- Le Stade Vélodrome
- Le Parc Chanot
- Le Palais des sports de Marseille

## Services
- Service assuré du lundi au dimanche de 5h à 1h.
- Distributeurs de titres: possibilité de régler par billets, pièces, carte bancaire.
- Parking relais Ganay accessible tous les jours de 6h30 à 20h, d'une capacité de 685 places.
- Parking relais Teisseire Dromel, accessible tous les jours de 4h30 à 20h, d'une capacité de 110 places.
- Point accueil info RTM ouvert du lundi au samedi de 6h50 à 19h40.

## Correspondances RTM
Tous les arrêts des lignes en correspondance sont situés sur le pôle d’échanges de la station.
Terminus Métro Sainte-Marguerite Dromel
- Ligne  en direction des Escourtines
- Ligne  en direction de La Valentelle
- Ligne  en direction du Centre commercial Saint-Loup
- Ligne  en direction du Lycée Jean Perrin via Vallon de Toulouse
- Ligne  en direction du Parc des Bruyères
- Ligne  en direction du Campus de Luminy
- Ligne  en direction de Valmante
- Ligne  en direction de La Panouse
- Ligne  en direction de La Vieille-Chapelle
- Lignes    en direction de l’Hôpital Clairval
- Ligne  en direction du Vallon de l’Oriol

Arrêt Métro Sainte-Marguerite Dromel
- Ligne   en direction de Castellane ou de La Rouvière